# Morez Haut-Jura Tennis de table
 (août 2023).
Si vous disposez d'ouvrages ou d'articles de référence ou si vous connaissez des sites web de qualité traitant du thème abordé ici, merci de compléter l'article en donnant les références utiles à sa vérifiabilité et en les liant à la section « Notes et références ».
Actualités
Le Morez Haut-Jura Tennis de table est un club français de tennis de table basé à Morez, dans le département du Jura, en Franche-Comté.

## Historique
Le club est issu de l'entente entre les clubs de Morez et de Saint Laurent en Grandvaux. D'un bon niveau départemental puis régional, le club s'est révélé aux yeux du grand public en 2011, à la suite de la montée de l'équipe masculine du club en Pro B. Ils ont obtenu leur ticket en remportant le titre de champion de France de tennis de table par équipes de Nationale 1. Le club s'incline cependant la même année en finale de la Coupe d'europe amateur, la TT Intercup face au TT Saint-Louis. En 2014, l'équipe masculine accède à l'échelon le plus haut de France, la Pro A.
En 2019, le club remporte son premier titre de Champion de France.

## Palmarès
- Championnat de France de Pro A (1)
  - Champion : 2019

## Effectif Pro A 2018-2019
- Kirill Skachkov : n°53 mondial
- Benedek Olah : n°78 mondial
- Chao Zhai : NC mondial
- Mattias Översjö : NC mondial

## Bilan par saison
| Saison    | Championnat | Cl       | Pts | J  | V  | N | D  | Pé | Pp | Pc | Diff |
| --------- | ----------- | -------- | --- | -- | -- | - | -- | -- | -- | -- | ---- |
| 2018-2019 | Pro A       | Champion | 50  | 18 | 16 | 0 | 2  | 0  | 50 | 24 | +26  |
| 2017-2018 | Pro A       | 3e       | 42  | 18 | 12 | 0 | 6  | 0  | 42 | 32 | +10  |
| 2016-2017 | Pro A       | 5e       | 36  | 18 | 6  | 0 | 12 | 0  | 36 | 43 | -7   |
| 2015-2016 | Pro A       | 7e       | 32  | 18 | 7  | 0 | 11 | 0  | 39 | 52 | -13  |
| 2014-2015 | Pro A       | 6e       | 37  | 18 | 7  | 5 | 6  | 0  | 50 | 42 | +8   |
| 2013-2014 | Pro B       | Champion | 49  | 18 | 15 | 1 | 2  | 0  | 63 | 22 | +41  |
| 2012-2013 | Pro B       | 5e       | 38  | 18 | 7  | 6 | 5  | 0  | 52 | 43 | +9   |
| 2011-2012 | Pro B       | 4e       | 36  | 18 | 6  | 6 | 6  | 0  | 49 | 45 | +4   |

## Anciens joueurs
- Jia Chen
- Jérôme Bahuaud
- Gang Xu
- Damien Provost
- Thomas Keinath
- Peter Nilsson